# Jorge Burruchaga
Jorge Luis Burruchaga (* 9. října 1962, Gualeguay, Argentina) je bývalý argentinský fotbalista a trenér.
Hrál na postu záložníka. Je odchovancem klubu Arsenal de Sarandí, později hrál za CA Independiente (s ním získal roku 1984 Pohár osvoboditelů i Interkontinentální pohár) a francouzský FC Nantes. Za argentinskou reprezentaci odehrál 57 zápasů a zaznamenal v nich 13 zásahů. Ve finále mistrovství světa ve fotbale 1986 vstřelil Němcům v 85. minutě za stavu 2:2 po samostatném úniku vítězný gól a rozhodl tak o zisku druhého titulu z MS pro Argentinu.
Po ukončení aktivní kariéry se stal trenérem, působil v Sarandí a Independiente, od roku 2011 vede paraguayský klub Libertad Asunción.